# Théâtre royal de Mons
Le Théâtre Royal de Mons est un édifice culturel situé à Mons, en Belgique. Conçu sur les plans de l’architecte local Charles Sury (1814-1865), il adopte un style néo-classique et peut accueillir jusqu'à 500 spectateurs.

Situé sur la Grand-Place de Mons, ce bâtiment historique a fait l’objet de plusieurs rénovations, notamment en 1948, 1997, 1998, 2006 et 2011, afin de l’adapter aux normes techniques modernes.

## Histoire[1]

### Le début
Le théâtre fut érigé entre 1841 et 1843, et il fut inauguré le 18 octobre 1843 sous la direction de M. Edouard Haquette. Celui-ci était tout pétri de bois et éclairé au gaz à feu nu. En 1938, le théâtre fut considéré comme manifestant des stigmates, de la décrépitude et du danger d'incendie. Il fut voué à la démolition.

### En 1948
Un concours a été lancé en vue de construire une nouvelle salle, et plusieurs architectes participèrent à celui-ci. Le souci de la sécurité a été poussé a l'extrême. La façade fut très peu modifiée. Les portes de fer ont tout simplement réduites en hauteur pour permettre la construction d'un escalier. En 1948, le théâtre flambant neuf, ouvre ses portes.

### De 1996 à 1997
Le théâtre ferma une nouvelle fois afin de le rénover pour un confort optimal.

### En 2006
La ville de Mons décida une nouvelle fois de le rénover. Les travaux visaient l'espace d'accueil du public avant d'entrer dans la salle.

### En 2011
Des travaux de la toiture ont été entrepris, mais une tempête a allongé la durée de ceux-ci.

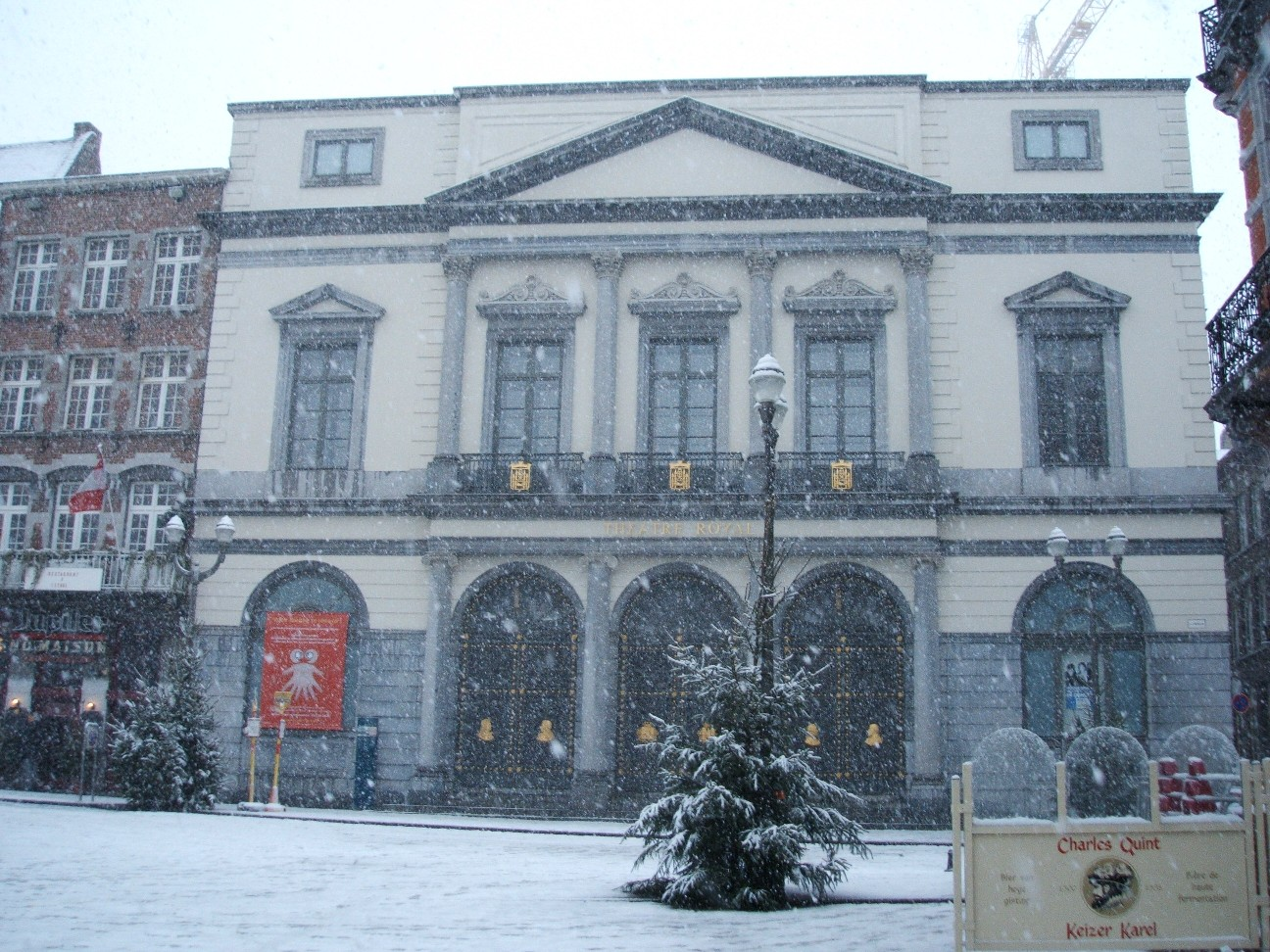
Le Théâtre royal sous la neige.